# Pacta conventa (Жечпосполита)
Pacta conventa (от латински: договорени условия, среща се също изписването pakta konwenta) е публичноправно споразумение, сключванo между благородничеството на Полско-литовската държава и новоизбрания монарх преди възкачването му на престола. То се подписвало по време на коронационното парламентарно събрание (sejm koronacyjny) от всеки новоизбран чрез свободни избори крал. 
Тези споразумения били съставяни по време на изборното парламентарно събрание (sejm elekcyjny) от представители на дупутатската палата (долната камара на парламента) и сената (горната камара), както и от представители на няколко кандидати за трона поотделно. Неговото подписване било условие за избирането на монарха на трона.
Pacta conventa юридически закрепвала задължението на избрания крал да уважава законите и определяла неговите задължения в областта на стопанството, културата, международните отношения, данъците, държавния дълг, въоръжените сили.

## История
Според разпоредбите на първите конвентни пактове, подписани през 1573 г., крал Анри дьо Валоа е бил задължен с:
- образоването на 100 полски благородници във Франция за негова сметка,
- изплащането на дълговете на крал Зигмунт Август,
- поддържането на полско-френския съюз,
- довеждането на 4000 гасконски пехотинци за битка срещу руския цар Иван Грозни,
- привличането на учени от чужбина в Краковската академия,
- внасято на 450 000 злоти ежегодно от собствените си средства за нуждите на държавата,
- изпращането на френския флот в Балтийско море,
- възстановяването на полския флот,
- реставрацията на Краковската академия.

Сключването на брак с Анна Ягелонка, макар и първоначално предвидено, в крайна сметка не било включено в текста на споразумението.
Всички следващи крале подписвали текст, обикновено състоящ се от текста на Анриховите статии, допълнен с допълнителни условия, които правили кралската власт зависима от волята на избирателите и по този начин допълнително я отслабвали.
| Кандидат за крал   | Място на подписване          | Дата на подписване  | Специални условия | Изпълнение на разпоредбите                           |
| ------------------ | ---------------------------- | ------------------- | --- | ---------------------------------------------------- |
| Стефан Батори      | Мегеш                        | 16 февруари 1576 г. | възвръщане на земите, завзети от Москва, укрепване на армията, брак с Анна Ягелонка, поддържане на мир с Османската империя, плащане на 200 000 флорина за отбрана на страната. | частично, в съответствие с примирието от Ям-Заполски |
| Сигизмунд III Ваза | Олива (днес район на Гданск) | 7 октомври 1587 г.  | Присъединяването на Естония към Полско- литовската държава (Сигизмунд договаря премахването на това условие), създаване на Полско-шведски отбранителен съюз, създаване на флот на Балтийско море, построяване на 5 замъка (крепости) на границата, опрощаване на дългове към Швеция, гарантиране на религиозен мир. |                                                      |
| Владислав IV Ваза  | Краков                       | 14 ноември 1632 г.  | създаване на флот, построяване на четири замъка, укрепване на замъка в Каменец и създаване на модерна военна база, успокояване на недоразуменията между дизунитите и униатите, предотвратяване на война с Швеция и Русия, създаване на рицарско училище                                                             |                                                      |

Съгласно Конституцията от 3 май 1791 г., pacta conventa остава в сила.